# Kerron Stewart

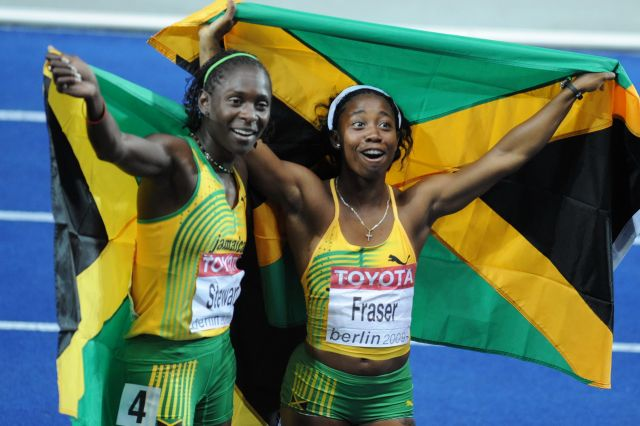
Kerron Stewart en Shelly-Ann Fraser-Pryce op de WK in Berlijn in 2009, de nummers twee en één op de 100 m.

Kerron Stewart (Kingston, 16 april 1984) is een Jamaicaanse sprintster, die gespecialiseerd is in de 100 m. Haar grootste successen behaalde ze als estafetteloopster op de 4 x 100 m estafette. Ze nam tweemaal deel aan de Olympische Spelen en won bij deze gelegenheden tweemaal zilver en eenmaal brons.

## Biografie

### Internationale doorbraak
Kerron Stewart brak internationaal door in 2000 door deel te nemen aan de wereldkampioenschappen voor junioren in het Chileense Santiago. Met haar teamgenotes Veronica Campbell, Nadine Palmer en Nolle Graham veroverde ze een zilveren medaille op de 4 x 100 m estafette. Een jaar later won ze op de wereldjeugdkampioenschappen in het Hongaarse Debrecen een individuele zilveren medaille op de 100 m.

### Zilver op WK
Een van haar beste prestaties bij de senioren is het behalen van een zilveren medaille op de 4 x 100 m estafette bij de wereldkampioenschappen van 2007 in Osaka. Met haar teamgenotes Sheri-Ann Brooks, Simone Facey en Veronica Campbell finishte Kerron Stewart in 42,01 s. Het Jamaicaanse team eindigde hiermee achter de estafetteploeg uit Amerika (goud; 41,98) en voor die van België (brons; 42,75). Individueel behaalde ze een zevende plaats op de 100 m.

### Onder de elf seconden
Op 3 mei 2008 slaagde Kerron Stewart er tijdens de Jamaica International in Kingston voor het eerst van haar leven in om de 100 m binnen de elf seconden af te leggen, namelijk in 10,96. Met deze prestatie ontpopte zij zich als een serieuze kandidate voor olympisch eremetaal tijdens de komende Olympische Spelen in Peking. Daar maakte ze deze belofte waar door op de 100 m met haar landgenote Sherone Simpson een gedeelde zilveren medaille te veroveren. Beide kwamen in de 10,98 over de finish. De wedstrijd werd gewonnen door de eveneens Jamaicaanse Shelly-Ann Fraser in 10,78. Daarnaast won ze brons op de 200 m door deze afstand af te leggen in 22,00, een honderdste seconde boven haar enkele maanden oude PR.

### Snelste WK-verliezer ooit
In 2009 kwalificeerde Stweart zich al vroeg voor de WK in Berlijn door tijdens de nationale kampioenschappen op de 100 m tweede te worden in 10,93. Vervolgens kwam zij tijdens het Golden Gala in Rome tot haar persoonlijk beste tijd van 10,75. Ze versloeg er niet alleen haar landgenote Shelly-Ann Fraser-Pryce mee, het was van dit evenement ook de snelste tijd in tien jaar en de derde snelste tijd ooit van een Jamaicaanse. Slechts Merlene Ottey (10,74) en Shelly-Ann Fraser-Pryce (10,73 en nationaal record) waren sneller. Op de WK in Berlijn herhaalde zij haar prestatie van Rome, zij het dat Fraser-Pryce ditmaal vóór haar eindigde en in 10,73 wereldkampioene werd. Met haar 10,75 was Stewart wel de snelste verliezer ooit op een WK. Toch veroverde zij in Berlijn ook goud. Op de 4 x 100 m estafette liep zij samen met Simone Facey, Shelly-Ann Fraser-Pryce en Aleen Bailey naar de overwinning in 42,06.
Minder goed uit de verf kwam zij twee jaar later op de WK in Daegu. Op de individuele nummers werd zij zesde op de 100 m en vijfde op de 200 m. Op de 4 x 100 m estafette was er echter wel weer eremetaal voor haar weggelegd. Samen met Shelly-Ann Fraser-Pryce, Sherone Simpson en Veronica Campbell-Brown snelde zij naar 41,70 en dat was in Daegu goed voor een zilveren medaille.

### Opnieuw olympisch eremetaal
In 2012, op de Olympische Spelen in Londen, was Stewart er weer bij en nam ze deel aan de 100 m en de 4 x 100 m estafette. Op de 100 m plaatste ze zich met 11,08 voor de halve finale. Hierin sneuvelde ze met een tijd van 11,04. De atlete uit Ivoorkust Murielle Ahouré, die in 11,03 voor haar eindigde, mocht wel deelnemen aan de finale. Op de estafette veroverde zij echter opnieuw olympisch eremetaal, een zilveren medaille. Als slotloopster in een team dat verder bestond uit Shelly-Ann Fraser-Pryce, Sherone Simpson en Veronica Campbell-Brown, verbeterde ze in de finale het nationale record tot 41,41 en eindigde hiermee achter de Verenigde Staten (goud; 40,82) en voor Oekraïne (brons; 42,02).

### Tweede WK-goud op estafette
Een jaar later nam Kerron Stewart in Moskou deel aan alweer haar vierde WK-toernooi en opnieuw was er eremetaal voor haar weggelegd. Niet op de individuele 100 m, waarop zij vijfde werd, hoewel haar tijd van 10,97 er mocht zijn. Op de 4 x 100 m estafette was de Jamaicaanse ploeg echter ongenaakbaar en met 41,29 realiseerden Carrie Russell, Kerron Stewart, Schillonie Calvert en Shelly-Ann Fraser-Pryce niet alleen een Jamaicaans, maar tevens een kampioenschapsrecord. Voor Stewart was het de vierde keer op rij dat zij op een WK met een medaille huiswaarts was gekeerd na een optreden in de 4 x 100 m estafette.

### Gemenebestkampioene op de estafette
Hoe goed de Jamaicaanse estafetteploeg met Kerron Stewart in de gelederen wel niet is, werd ook nog eens aangetoond op de Gemenebestspelen van 2014 in Glasgow. Kerron Stewart, Veronica Campbell-Brown, Schillonie Calvert en Shelly-Ann Fraser-Pryce liepen er naar 41,83, meer dan een seconde sneller dan de als tweede eindigende ploeg van Nigeria (42,92).

## Titels
- Wereldkampioene 4 x 100 m - 2009, 2013
- World Relays kampioene 4 x 100 m - 2015
- Gemenebestkampioene 4 x 100 m - 2014
- NCAA-kampioene (regio middenoost) 100 m - 2006
- Wereldjeugdkampioene 4 x 100 m - 2002

## Persoonlijke records
Outdoor
| Onderdeel | Prestatie          | Datum        | Plaats   |
| --------- | ------------------ | ------------ | -------- |
| 100 m     | 10,75 s (+2,4 m/s) | 10 juli 2009 | Rome     |
| 200 m     | 21,99 s (+1,1 m/s) | 29 juni 2008 | Kingston |
| 400 m     | 51,83 s            | 6 april 2013 | Auburn   |

Indoor
| Onderdeel | Prestatie | Datum            | Plaats       |
| --------- | --------- | ---------------- | ------------ |
| 55 m      | 6,71 s    | 26 februari 2006 | Gainesville  |
| 60 m      | 7,14 s    | 25 februari 2007 | Lexington    |
| 200 m     | 22,58 s   | 9 maart 2007     | Fayetteville |

## Palmares

### 100 m
Kampioenschappen
- 2000:  Carifta Games (< 17 jr) – 11,95 s
- 2000:  Centraal-Amerikaanse en Caribische juniorenkamp. – 11,92 s
- 2001:  WK jeugd – 11,72 s
- 2002: 4e WJK – 11,53 s
- 2002:  Carifta Games – 11,61 s
- 2003:  Carifta Games – 11,41 s
- 2007: 7e WK – 11,12 s
- 2008:  OS – 10,98 s
- 2008:  Wereldatletiekfinale – 11,06 s
- 2009:  WK – 10,75 s
- 2009:  Wereldatletiekfinale – 10,90 s
- 2011: 6e WK – 11,15 s
- 2012: 4e in ½ fin. OS – 11,04 s
- 2013: 5e WK – 10,97 s
- 2014: 8e FBK Games – 11,39 s
- 2014:  Gemenebestspelen – 11,07 s

Golden League-podiumplekken
- 2009:  ISTAF – 11,00 s
- 2009:  Bislett Games – 10,99 s
- 2009:  Golden Gala – 10,75 s
- 2009:  Meeting Areva – 10,99 s
- 2009:  Weltklasse Zürich – 11,04 s
- 2009:  Memorial Van Damme – 11,05 s
- 2012:  Golden Gala – 11,10 s

Diamond League-podiumplekken
- 2011:  Prefontaine Classic – 10,87 s
- 2011:  Meeting Areva – 11,04 s
- 2011:  DN Galan – 11,27 s
- 2013:  DN Galan – 11,24 s
- 2014:  Qatar Athletic Super Grand Prix – 11,25 s
- 2014:  Golden Gala – 11,08 s

### 200 m
Kampioenschappen
- 2000:  Carifta Games (< 17 jr) – 43,41 s
- 2000:  Centraal-Amerikaanse en Caribische juniorenkamp. – 24,51 s
- 2003:  Carifta Games – 23,93 s
- 2008:  OS – 22,00 s
- 2008:  Wereldatletiekfinale – 22,72 s
- 2009:  Wereldatletiekfinale – 22,42 s
- 2011: 5e WK – 22,70 s

Golden League-podiumplekken
- 2008:  ISTAF – 22,58 s
- 2008:  Golden Gala – 22,34 s
- 2008:  Memorial Van Damme – 22,76 s

Diamond League-podiumplekken
- 2010:  Qatar Athletic Super Grand Prix – 22,34 s
- 2011:  Golden Gala – 22,74 s

### 4 x 100 m
- 2000:  WJK – 44,50 s
- 2002:  WJK – 43,40
- 2007:  WK – 42,01 s
- 2009:  WK – 42,06 s
- 2011:  WK – 41,70 s (NR)
- 2012:  OS – 41,41 s (NR)
- 2013:  WK – 41,29 s (CR, NR)
- 2014:  Gemenebestspelen – 41,83 s
- 2015:  IAAF World Relays – 42,14 s
- 2015:  WK - 41,07 s[1]

1983 Gladisch, Koch, Auerswald, Göhr · 
1987 Brown, Williams, Griffith-Joyner, Marshall · 
1991 Duhaney, Cuthbert, McDonald, Ottey · 
1993 Bogoslovskaja, Maltsjoegina, Voronova, Privalova · 
1995 Mondie-Milner, Guidry-White, Gaines, Torrence · 
1997 Gaines, Jones, Miller, Devers · 
1999 Fynes, Sturrup, Davis-Thompson, Ferguson · 
2001 Paschke, G. Rockmeier, B. Rockmeier, Wagner · 
2003 Girard, Hurtis-Houairi, Félix, Arron · 
2005 Daigle, Lee, Barber, Williams · 
2007 Williams, Felix, Barber, Edwards · 
2009 Facey, Fraser, Bailey, Stewart · 
2011 Knight, Felix, Myers, Jeter · 
2013 Russell, Stewart, Calvert, Fraser-Pryce · 
2015 Campbell-Brown, Morrison, Thompson, Fraser-Pryce · 
2017 Brown, Felix, Akinosun, Bowie · 
2019 Whyte, Fraser-Pryce, Smith, Jackson · 
2022 Jefferson, Steiner, Prandini, Terry · 
2023 Davis, Terry, Thomas, Richardson